# 1561
| 1561               |
| ------------------ |
| Dødsfald - Fødsler |
|                    |

| Gregoriansk kalender | 1561 MDLXI              |
| Ab urbe condita      | 2314                    |
| Armensk kalender     | 1010 ԹՎ ՌԺ              |
| Kinesiske kalender   | 4257 – 4258 庚申 – 辛酉 |
| Etiopisk kalender    | 1553 – 1554             |
| Jødisk kalender      | 5321 – 5322             |
| Hindukalendere       |                         |
| - Vikram Samvat      | 1616 – 1617             |
| - Shaka Samvat       | 1483 – 1484             |
| - Kali Yuga          | 4662 – 4663             |
| Iransk kalender      | 939 – 940               |
| Islamisk kalender    | 968 – 969               |

Konge i Danmark: Frederik 2. 1559-1588
Se også 1561 (tal)

## Dødsfald
- 11. november - Hans Tausen, dansk reformator (født 1494)